# アレスタ
『アレスタ』は、1988年にセガ・マークIII向けに発売されたコンパイル開発のコンピュータゲーム。
本作発売以降はシリーズ化され（以下「アレスタシリーズ」）、機能追加版や続編が8タイトル、海外および関連作品4タイトルが1993年までに発売された後、空白期間を経て2020年に新作が発売されている。
開発元のコンパイルは2004年に破産廃止し、企業としては消滅したため、本作を含めたアレスタシリーズの知的財産権は、アイキ、D4エンタープライズを経て、現在は有限会社エムツーが保有している。
なお一部アレスタシリーズに関しても本項で述べる。

## 制作経緯
コンパイルが開発しポニーキャニオンが発売した『ザナック』の系統作として作られたシューティングゲームであり、制作の経緯は『ザナック』の制作終了後、もう一度シューティングゲームの製作をする意欲が沸いた所にセガから「シューティングゲームを作ってほしい」という依頼が来たためである。
版権の都合上、自社ブランド名を冠する際に『ザナック』の名称が使えなかったため、異なるタイトルとなった。他社から発売されたシリーズ作も多いが、しかしそれらもコンパイルが倒産するまでは漏れなく、タイトル画面や著作権表示に「コンパイル」の名がクレジットされている（『アレスタコレクション』以降、ゲーム本編映像以外は「M2 Co., Ltd.」表記）。
「アレスタ」という名称は、コンパイル社内に存在した「TAFマイコンクラブ」の会報誌『たふなこ』にて、本作のプログラムにも携わった広野隆行（じぇみに広野）が連載していた漫画作品の題名『アレスタ』から、本作のプロデューサーである仁井谷正充が付けた。この漫画とゲーム作品の内容に関連は無いが、漫画作品の題名については避雷器を指す”arrester”から、その語感とヒロインの役割から付けられている。”arrester”の名前をそのまま使用する事は出来ないため、”仕掛け”の意味を込めて”ALESTE”という造語を誕生して使用する事になった。仁井谷はアレスタだと読みにくくなるのを懸念したがユーザーが自然と覚えて仁井谷の友達に「これでアレスタって読むんだってさ」と言えるようになって仁井谷は前向きな気持ちになった。一方で海外での名称は「PowerStrike」で名付けは仁井谷ではなくセガ・オブ・アメリカが行った。これはアメリカでは日本の造語は受けないため、造語を廃止してアメリカのユーザーに受ける様に名付けられ、その後世界共通で使われるようになった。
ディスクステーションは「アレスタ」デモ版の配布を発端として生まれた企画であると仁井谷は後に述懐している。

## 世界観
『戦刃アレスタ』を除きどの作品も「アレスタ」と名付けられた飛行機体が主役だが、その世界観はいくつかに分かれている。
- 基軸となる世界観はMSX版『アレスタ』・『アレスタ2』で、そのパラレルワールドとして存在するのが和風のテイストを盛り込んだ『アレスタ外伝』・『武者アレスタ』・『電忍アレスタ』である。時間軸で並べると『電忍』→『外伝』→『武者』の順である。
  - マークIII版『アレスタ』はMSX版のベースとなった作品だが、舞台が地球でなく惑星リマール、登場人物設定が一切無いなど一部設定が異なり、完全に別物という位置付けである。
- 『アレスタ2』・『武者アレスタ』・『GGアレスタ』の主人公は全て女性パイロット「エリノア（エレノア）・ワイゼン」だが、いずれもパラレルワールド上に存在する別人とされる。
  - 『アレスタ2』がエリノアの初登場で、前作の主人公レイ・ワイゼンとその恋人ユリィ・レノックスが結婚して生まれた、父親譲りのセンスとテクニックを持つ女性パイロットという設定である。なお、ごく初期にはミサト・ワイゼンという名前が付けられていた。
- 『GGアレスタ』・『GGアレスタII』は独自の系統として発展。『GGアレスタ3』と「1」・「II (2) 」との関係については現在非発表。
  - 『GGアレスタ』では、祖父セフト・ワイゼンの開発したGGアレスタを駆って戦いに挑む。なお、続編となる『GGアレスタ2』の主人公である女性「アリス・ファイファー・ワイゼン」は従姉妹という設定である。
  - 『GGアレスタ3』の主人公は女性パイロット「リュナ・ワイゼン」。「1」・「II (2) 」に登場したワイゼン姓のパイロットたちとの関係については現在非発表。
- 『武者アレスタ』でのエリノアは、最新ロボット兵器（アームドアーマー）アレスタを擁する部隊のパイロットで、進攻中に部隊が壊滅するも唯一機体が無傷だった事から一人作戦を遂行する事になる。
- 『スーパーアレスタ』は他の作品と設定上の繋がりを持たない、完全に独立した存在となっている。

## シリーズ作品
販売価格は全て当時のもの（Pa=パッケージソフト、DL=ダウンロードソフト）。
アレスタ
（セガ・マークIII）1MbitROMカートリッジ FM音源対応
1988年2月29日、5,000円。発売元はセガ・エンタープライゼス（現:セガ）。
全6ステージで構成されている。海外では『POWER STRIKE』のタイトルで発売。
アレスタ
（MSX2）2MbitROMカートリッジ FM音源（MSX-MUSIC）対応
1988年7月23日発売、6,800円。
セガ・マークIII版に、2ステージを追加した全8ステージで構成されている。
また、オープニング等でビジュアルシーンも用意されている。エフェクトが派手な分、処理落ちが多い。
FM-PAC発売の2日前に発売され、MSX-MUSICに対応した初ソフトとなった。
2008年5月27日よりWiiのバーチャルコンソール(VC)で配信開始（要800Wiiポイント）。
※2019年1月31日にWiiのVCがサービスを終了したことに伴い、新規のコンテンツ購入は出来なくなった（既にダウンロード・課金済みならば、当面はプレイ可能）。
2008年12月よりApp StoreでiPhone / iPod touch向けに配信開始（32bitアプリのため2017年9月リリースのiOS 11からは非対応）。
アレスタ外伝
（MSX2）3.5inch2DD×3枚組
1989年9月発売、3,880円。
単体での発売ではなく、『ディスクステーションSpecial 秋号』に収録されていた。
世界観が和風。自機は戦闘機ではなく強化服を装着した人間で、地上を走るためジャンプができる。
アレスタ2
（MSX2）3.5inch2DD×3枚組 FM音源（MSX-MUSIC）対応
1989年11月発売、6,800円。
処理落ちの少なさが売りで、全8ステージで構成されている。
エフェクトは前作よりも控えめだが、地上のサブウェポン配置が廃止され特定のサブウェポン以外では赤い敵弾が破壊出来なくなったため、難易度が著しく上昇している。また、ビジュアルシーンが前作と比べて増強され、一部のシーンでは主人公がPSGサンプリングで喋る。
武者アレスタ
（メガドライブ）4MbitROMカートリッジ
1990年12月21日発売、6,800円。発売元は東亜プラン。
世界観が和風。自機はアームドアーマーと呼ばれるロボット。海外版タイトルは『MUSHA』。
GGアレスタ
（ゲームギア）2MbitROMカートリッジ
1991年12月29日発売、4,800円。
ゲームギア用の完全な新作。高速スクロールやテンポの良い展開である。液晶画面の性能のため、視認性が低い。
開発
元々、同作の企画は森田ぷよ道が手掛けており、この時点でエリノアが主人公に据えられていた。その後、急遽小玉浩樹が引き継ぐ形で担当した。この時点で小玉は家庭用ゲーム機向けソフトの開発経験はなかったものの、コンパイルとして恥ずかしいものは作れないというプライドから必死で作ったと2021年のインタビューの中で振り返っている。また、小玉はMSX向けのソフトの開発経験があったため、スペックの差を意識せずに開発できたと2021年のインタビューの中で振り返っている。
企画書を作り直す段階で周りの人の意見を聞いて決めた。プログラマーから「コロニー回転させようぜ?」という提案があった事が印象が大きかった。
ゲームギアの制約に苦労した所はハードでの苦労なのか画面作りの苦労なのか分からない状態であった。広野をはじめとするメインプログラマーのサポートが十全で、絵作りに集中できてやりやすかったと小玉は述べている。また、ボスキャラクターのデザインは外注スタッフのナカシマカズユキが手掛けた。
ナカシマは2021年のインタビューの中で、「僕が出したアイデアのクセと、『武者アレスタ』が好きという小玉さんのクセがうまいこと噛み合ったからなのか、『GGアレスタ』は『武者アレスタ』感が強いですよね。」と指摘しつつも、軸となる部分にアレスタらしさがあることから、アレスタシリーズの一つとして成立してると話している。
グラフィックの仕様は、プログラマーの広野隆行(じぇみに広野)や谷口行規(アカベイ)が示した。小玉は谷口と本作の開発中に出会っており、小玉がスペースコロニーを登場させようと提案した際、谷口からコロニーを回してはどうかという提案が返ってきたという逸話がある。
ラウンド7の「MOON CHILD」の名前は敵対組織に名前が必要である理由であるということから、製作中によく聞いたバンドのアルバム名をヒントに、グラフィックを埋める素材として書き入れた。
スーパーアレスタ
（スーパーファミコン）8MbitROMカートリッジ
1992年4月28日発売、8,700円。発売元は東宝。
拡大縮小回転を取り入れた。処理落ちは少ない。海外版は『SPACE MEGAFORCE』のタイトルで発売。
開発期間は4~5年間かかってる。
漫画版が存在する。原作は久保宗雄、作画は岡崎沙実。ゲームにおける主人公ラズとヒロイン・ティ、スーパーアレスタの設定を大きく膨らませた内容で、謎の球体を巡る地球側の陰謀といった要素を加えサスペンス色の強いSFスカイアクションに仕立て上げてある。『アスキーコミック』で連載の後、単行本全1巻にまとめられた。
電忍アレスタ
（メガCD）CD-ROM×1枚
1992年11月20日発売、6,800円。
戦国時代をモチーフとした和風シューティング。海外版はテンゲンより『ROBO ALESTE』のタイトルで発売。
タイトルにもある「電忍」とは劇中の戦国時代の主力兵器・鉄甲兵を忍用に改造した機体の総称で、アレスタも電忍のひとつである。
『電忍アレスタ』は当初『雷忍（らいにん）アレスタ』のタイトルだったが、打ち合わせの時あるスタッフがホワイトボードに「電忍」と間違えて書いたものが語感の良さなどから採用された。
コンパイル創立10周年記念作品として制作され、オープニングナレーションに森山周一郎、主人公に緑川光、ライバルに神谷明、ヒロインに久川綾、敵を影で操る存在に寺瀬めぐみと豪華な声優陣が配された事も話題となった。
GGアレスタII
（ゲームギア）2MbitROMカートリッジ
1993年10月1日発売、3,800円。1作目は自社販売だったが、本作の発売元はセガ・エンタープライゼス。
海外タイトルは『POWER STRIKE II』（マスターシステム版と同名だが、別内容）のタイトルで発売。
前作にも増してエフェクトが多い。画面の見づらさは作画方法により若干改善されている。ボーナスステージが擬似3Dである。
開発
同作は『スプリガン mark2』開発終了後に、コンパイルの開発統括課長となった谷田が小玉に制作を依頼していたこともあり、最初から小玉がディレクターを務めた。
プログラミングは山下巧（TAKIN）が担当した。というのも、本作は『電忍アレスタ』よりも前に制作がスタートしており、小玉は同作の制作に入る前に才能を開花させた方がよいという思惑があったのだろうと推測している。ただし、山下はプログラミングに対するこだわりから、時には同僚と取っ組み合いのけんかに発展することがあったため、『GGアレスタII』においては、自由にさせるという方針がとられたほか、スタッフクレジットには企画として彼の名前が記載された。また、疑似3Dシューティング形式のボーナスステージやラスタースクロールを用いた「Gストライク」は、小玉が「今までと同じでは面白くないから、何かあったらアイデアを伝えてほしい」と頼んだ結果、取り入れられたものである。
小玉はサウンド統括の塚本雅信に発注した後、サウンドの大矢知恵と南智紀とともに内容を詰めた。
『GGアレスタ3』の企画・ディレクション等を務めた並木学は『GGアレスタ』と『GGアレスタII』の作品に共通する効果音がほとんどなく、サウンド担当者が変わったのかと思ったと2021年のインタビューの中で小玉に質問している。これに対し、小玉はサウンドドライバーの変更はあるかもしれないが、よくわからないと答えている。
当初は4メガビットのROMを想定して開発していたものの、2～3面を作っていたところで、『GGアレスタ』と同じ2メガビットに半減されたため、さまざまな要素が削減された。このうち、雑魚キャラクターのパターンは『GGアレスタ』の時から減らした一方、ボスの大型化を実現した。加えて、ゲームギアの液晶は残像が生じやすいことから、視認性改善のため、敵弾は赤や緑を中心としたものが用いられた。
アレスタコレクション
（PS4 Switch）
2020年12月24日発売、Paは6,800円、DLは4,500円。発売元はエムツー。
セガ・マークIII版アレスタ（海外版も内包）、GGアレスタ1・II (2) 、マスターシステム版POWER STRIKE II（後述）の4作に加えてGG規格で完全新規に作られた『GGアレスタ3』も加わり、合計5作品を収録したコレクションゲーム。
限定版には、これら5作が全て遊べる復刻系携帯ゲーム機・ゲームギアミクロ の別注版「ゲームギアミクロ ホワイト」が同梱される（「ミクロ」の詳細は別項を参照）。
戦刃アレスタ
（AC）ALL.Net P-ras MULTI Ver.3（セガ）
2021年7月16日より稼働を開始したアーケードゲーム。同年1月にエムツーが配信した番組において、正式名称と共にアレスタシリーズの1作となることが発表された。キャッチコピーは「これが令和のアレスタだ！」。
2020年、当初『戦刃』（仮題）として制作中であることを発表し、本来は2020年後半～2021年初頭には稼働出来る状況にあったが、いわゆる「コロナ禍」の影響でロケテストなどが延期を余儀なくされたため、最終的には上記のとおりの時期から稼働開始となった。
アレスタシリーズとしては初のアーケードゲームであり、ゲーム画面が伝統的なアーケードゲームの縦スクロールシューティングの「縦画面」を意識した「横3:縦4」の縦長比率となった。実際は、横画面の中央に縦長の画面が配置され、左右の余白にインストラクションカードを模した遊び方説明が表示されている。

## 関連作品
海外作品
『アレスタ』の海外マスターシステム版である『POWER STRIKE』には『POWER STRIKE II』という続編があり、1993年に一部の海外地域でのみ発売された。前述したとおり「アレスタコレクション」で国内初発売されるが、主人公は男性パイロット（名前などの設定は不明）で、『アレスタ2』や『GGアレスタII』とは別内容である。『アレスタシリーズ』との関係性についても判っていない。
- 『POWER STRIKE II』製作当時は広野隆行はコンパイルから降りてきた話に乗って、細かい内容は分からなかったが、ヨーロッパにマスターシステムが現役である事を含めて「日本で発売しないならFM音源の対応はいらないな」と「50ヘルツ電源用のものを作って余裕があれば60ヘルツのも作るか」と述べて、当初はMSX2の『アレスタ2』の決定版だと思い込んでた。コンセプトは「奇をてらわず、自分が制御できる内容やボリュームで作る事」。
- 開発期間は4ヵ月間で労働時間は1日に20時間も掛かり、会社に寝泊まりするほどであった。
- 世界観は欧州向けのゲームとして発売する様に架空の1930年代のイタリアとしてコンパイルの佐藤が考えた。
- 0番の武器は『アレスタ2』の時に弱い武器になってしまったことから強化した。
- 武器チェンジで武器レベルを強化した理由は『ザナック』で別の武器を取るとレベルが下がった事から広野は「武器を持ち変えてもレベルは下げなくていいかな?」と指摘し、アイテムは3つ取るとレベルが上がり、同じ番号を重ねて取ると1つパワーアップする様になった。
- 溜め撃ち攻撃は、『R-TYPE』のチャージ中に途中攻撃が出来ない事もあって採用できなかった為、通常攻撃しながら溜め撃ちするのが便利だと話をしてプレイ中に「どんな攻撃ができれば助かるか」または「導入によってゲームが破綻しないかどうか」を考えた上で採用した。
- エンディングに登場するモブキャラは全体的に名前は無いが最後に登場したモブキャラは寺本耕二の名前が設定された。劇中内の設定はメカ好きでエンジンの撮影をする設定。

精霊戦士スプリガン
ナグザットからPCエンジンCD-ROM2用ソフトとして発売された作品で、もともとは『精霊戦士アレスタ』という題名でアレスタシリーズの一環として企画されていた。その後『魔導戦士スプリガン』に題名が変更され、さらに『精霊戦士スプリガン』と変更された。なお、この作品の世界観を引き継いだ作品としてスーパーファミコン用に『スプリガンパワード』がナグザットから発売された。
スプリガン mark2
PCエンジンSUPER CD-ROM2用にナグザットから発売された作品で、企画初期には『武者アレスタ』と同一の世界観を持つ続編とされていた事が、開発元のコンパイルが発行していたユーザー向け冊子『コンパイルニュース』で明らかにされている。これによると主人公グレッグ・アーウィンはエリノアの同僚としてオープニングのビジュアルデモに登場するグレッグと同一人物とされ、製品版でグレッグのライバルとなるマービィのポジションにはドレッド隊長が配される予定だった。

## 未発売作品
電忍アレスタ2
主人公はくノ一で、舞台は前作から40年後の江戸時代。前作主人公も登場予定。
コンセプトは「和風シューティングの究極の形の追求」でありキャラクタの衣装は和風テイスト。
前作ではスピード感が不十分だったことを反省し、よりスピーディーになる予定だった。
上記の情報および設定画などが公開され、メガCD用タイトルとして1993年10月から11月の発売を目指して開発されていたが、開発中止になった。
アレスタX
プレイステーション互換基板を用いたアーケード版も企画されていたが、立ち上がりがコンパイルの和議申請と前後し、実現しなかった。
アレスタブランチ
2018年、エムツーによって開発中であることがアナウンスされ、2019年にはタイトルが発表された。同年11月に公開されたインタビューでは2020年中のリリースを目指しているとされたが、様々な事情により2021年以降にリリースが延期されている。
なお「ゲームギアミクロ ホワイト」は、当初この作品に付属する事を前提として計画を進めていたが本作のコンセプトと相性がジャストフィットしないことや本作自体のリリース延期により、予定に無かった『アレスタコレクション』が作られることになり、そちらに付属することとなった。
キャラクターデザインは駒都えーじが担当している。